# Sabal
Sabal is de botanische naam van een geslacht in de palmenfamilie (Palmae of Arecaceae). Dit geslacht telt zo'n anderhalf dozijn soorten die voorkomen in de Nieuwe Wereld.

## Enkele soorten
- Sabal antillensis M.P.Griff.
- Sabal bermudana L.H.Bailey
- Sabal causiarum (O.F. Cook) Becc.
- Sabal domingensis Becc.
- Sabal etonia Swingle ex Nash
- Sabal gretheriae H.J.Quero.R.
- Sabal lougheediana M.P. Griff. & Coolen
- Sabal maritima (Kunth) Burret
- Sabal mauritiiformis (H.Karst.) A. Grisebach & H. Wendl.
- Sabal minor (Jacq.) Pers.
- Sabal palmetto (Walter) Lodd. ex Schult. & Schult.f.
- Sabal pumos (Kunth) Burret
- Sabal uresana Trel.
- Sabal yapa C.Wright ex Becc.